# Runtole
Runtole (pronuncia [ˈɾuːntɔlɛ]) è un insediamento (naselje) di 35 abitanti, della municipalità di Celje nella regione della Savinjska in Slovenia.
L'area faceva tradizionalmente parte della regione storica della Stiria, ora invece è inglobata nella regione della Savinjska.
Le prime notizie del paese risalgono al 1458 quando a quel tempo si chiamava Landoll.